# Haas VF-23
La Haas VF-23 è una monoposto di Formula 1 realizzata dalla Haas per gareggiare nel campionato mondiale di Formula 1 2023.

## Livrea
La livrea della VF-23 differisce dalle vetture precedenti per alcuni aspetti cromatici, infatti, oltre al bianco che caratterizzava le livree delle ultime due monoposto, la VF-23 presenta una base di colore nero, mentre il bianco rimane a coprire il muso e si protende a contornare il cockpit  e con due strisce che scorrono lungo la parte superiore delle pance. Sulle pance rimane il caratteristico logo Haas, mentre diventa di colore nero anche l'alettone posteriore, ad eccezione degli elementi orizzontali, che sono rossi e sfoggiano anch'essi il logo Haas. Ulteriori novità sono dovute alla presenza del nuovo title sponsor MoneyGram, i quali loghi sono presenti sul cofano motore e sull'ala anteriore, che romane cromaticamente identica a quella della VF-22. Inoltre figura il nuovo sponsor Palm Angels sulle prese d'aria del fondo vettura.
Per il Gran Premio degli Stati Uniti d'America, in occasione della gara di casa della Haas, le due VF-23 presentano una livrea celebrativa contraddistinta dall'aggiunta lungo tutta la fiancata di strisce orizzontali bianche e rosse e stelle rosse e blu, ispirate alla bandiera nazionale statunitense, e della citazione «We The People», ossia il preambolo alla Costituzione degli Stati Uniti d'America.

## Carriera agonistica

### Stagione
La line-up piloti vede la conferma di Kevin Magnussen e la sostituzione di Mick Schumacher con il rientrante Nico Hülkenberg. 
La stagione conferma una profonda crisi per la scuderia con i due piloti relegati a pochi piazzamenti a punti, il team americano conclude all'ultimo posto nei costruttori e a fine stagione il team principal Günther Steiner, in carica dal 2016 dalla prima stagione di attività della Haas, abbandona la squadra per divergenze con il proprietario del team Gene Haas.

## Piloti
| Piloti ufficiali       | Piloti ufficiali  | Piloti ufficiali |
| Nazione                | Nome              | Numero           |
| ---------------------- | ----------------- | ---------------- |
| Danimarca (bandiera)   | Kevin Magnussen   | 20               |
| Germania (bandiera)    | Nico Hülkenberg   | 27               |
| Piloti di riserva      |                   |                  |
| Nazione                | Nome              | Numero           |
| Brasile (bandiera)     | Pietro Fittipaldi | 51               |
| Regno Unito (bandiera) | Oliver Bearman    | 50               |

## Risultati in Formula 1
| Anno | Team | Motore  | Gomme | Piloti     |    |    |     |    |    |     |    |    |      |     |    |    |    |    |    |    |    |    |     |     |     |    | Punti | Pos. |
| ---- | ---- | ------- | ----- | ---------- | -- | -- | --- | -- | -- | --- | -- | -- | ---- | --- | -- | -- | -- | -- | -- | -- | -- | -- | --- | --- | --- | -- | ----- | ---- |
| 2023 | Haas | Ferrari | P     | Magnussen  | 13 | 10 | 17* | 13 | 10 | 19* | 18 | 17 | 18   | Rit | 17 | 15 | 16 | 18 | 10 | 15 | 14 | 14 | Rit | Rit | 13  | 20 | 12    | 10º  |
| 2023 | Haas | Ferrari | P     | Hülkenberg | 15 | 12 | 7   | 17 | 15 | 17  | 15 | 15 | Rit6 | 13  | 14 | 18 | 12 | 17 | 13 | 14 | 16 | 11 | 13  | 12  | 19* | 15 | 12    | 10º  |

| Legenda | 1º posto     | 2º posto | 3º posto    | A punti         | Senza punti/Non class.  | Grassetto – Pole position Corsivo – Giro più veloce Apice – Risultato Sprint (A punti) |
| Legenda | Squalificato | Ritirato | Non partito | Non qualificato | Solo prove/Terzo pilota | Grassetto – Pole position Corsivo – Giro più veloce Apice – Risultato Sprint (A punti) |

* – Indica il pilota ritirato ma ugualmente classificato avendo coperto, come previsto dal regolamento, almeno il 90% della distanza di gara.